# Fénix (hijo de Agénor)

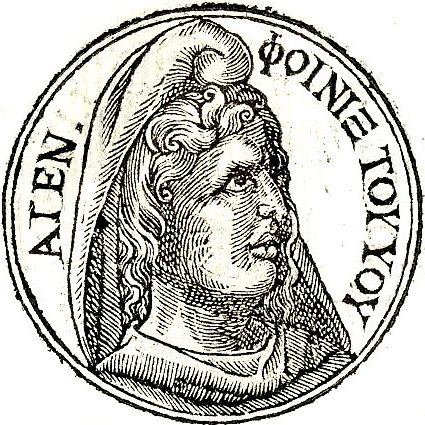
Fénix. Promptuarii Iconum Insigniorum, 1553.

En la mitología griega, Fénix (en griego: Φοῖνιξ, -ικος; latín: Phoenix, -ĭcis) era un hijo de Agénor y Telefasa, y además hermano de Cadmo, Cílix y Europa. Cuando Zeus raptó a Europa, Fénix y sus hijos (o sus hermanos) fueron a buscarla, pero no la encontraron. Fénix se estableció en una tierra que acabaría llamándose Fenicia, haciéndolo entonces su héroe epónimo. No obstante en la versiones más antiguas Fénix es el padre de Europa  o bien, según la Suda, Ógigo fue su padre.  Se dice que Zeus, tomando la forma de Fénix, sedujo a su esposa Casiopea y de esta unión nació Anquino.

## Versión de Juan Malalas
Juan Malalas nos dice que Fénix era hijo de Agénor y Tiro, la epónima de Tiro, y que Europa era hija de Fénix, a su vez hijo de Agénor. Cuando Agénor estaba a punto de morir ordenó a sus hijos que heredaron sus dominios y así Fénix tomó Tiro y sus alrededores y llamó a esta tierra Fenicia. Heracles, el filósofo, llamado el tirio, vivió en el reinado del rey Fénix. Fue él quien descubrió la concha púrpura. Estaba vagando por la parte costera de Tiro cuando vio un perro pastor comiendo la llamada concha púrpura, una pequeña especie marina parecida a un caracol. El pastor pensó que el perro estaba sangrando, y cogió un grupo de lana de oveja y limpió lo que salía del perro y tiñó la lana. Heracles se dio cuenta de que no era sangre, sino la virtud de un tinte extraño, y se maravilló. Reconociendo que el tinte depositado en la lana procedía de la concha púrpura, y habiendo tomado la lana del pastor como un gran regalo, se la llevó a Fénix, el rey de Tiro. También él se sorprendió al ver el extraño color del tinte. Admirado por su descubrimiento, ordenó que se tiñera lana con este tinte púrpura y se convirtiera en un manto real para él. Él fue el primero en llevar este manto púrpura, y todo el mundo se maravilló de su vestimenta real, como un espectáculo extranjero. Desde entonces el rey Fénix ordenó que nadie bajo su mandato se atreviera a llevar tan virtuosa vestimenta por tierra o por mar, excepto él mismo y los que gobernaban Fenicia después de él, para que reconocieran al rey entre el ejército y la multitud por su maravillosa y extraña vestimenta.

## Familia de Fénix
- Progenitores
  - Agénor y Damno, hija de Belo[8]
  - Agénor y Telefasa[1]
  - Agénor y Argíope, hija de Nilo.[9]
  - Agénor y Antíope[10]
  - Agénor y Tiro[5]
  - Belo[11]
  - Ógigo[3]
- Consortes
  - Casíope, hija de Árabo[12][13]
  - Telefasa o Télefe[14]
  - Alfesibea[15]
  - Perimede, hija de Eneo[16]
- Descendencia
  - Adonis (con Alfesibea)[15][17]
  - Astipalea (con Perimede)[16] o Astípale (con Télefe)[14]
  - Atimnio (en realidad hijo de Casíope y Zeus)[12][13]
  - Cadmo[18]
  - Carme (con Casíope)[19]
  - Cefeo[20]
  - Cílix o Cílice (con Casíope)[12][13]
  - Doriclo (con Casíope)[12][13]
  - Europa (con Telefasa o Perimede)[21][22][16]
  - Fénice[14]
  - Fineo (con Casíope)[12][13]
  - Piro o Peiro[14]
  - Taso[14]

| Predecesor: Agénor | Rey de Tiro c. 1500 a. C. | Sucesor: Heracles o Eri-Aku |